# 거창 서간소루
거창 서간소루(居昌 西澗小樓)는 대한민국 경상남도 거창군 북상면 갈계리에 있는, 서간소루는 첨모당 임운 선생이 살던 곳으로, 그의 아들 서간 임승신 선생이 덕행과 학문을 닦던 곳이다. 1997년 12월 31일 경상남도의 문화재자료 제252호로 지정되었다.

## 개요
서간소루는 첨모당 임운 선생이 살던 곳으로, 그의 아들 서간 임승신 선생이 덕행과 학문을 닦던 곳이다.
서간소루가 있는 경남 거창군 갈계리는 대부분이 임씨로 씨족마을을 이루고 있는 곳이다. 서간소루는 이 마을의 종가 구실을 하고 있는 임씨 고택의 서쪽에 자리잡고 있다.
이곳은 살림채 없이 대문채와 사랑채로 이루어진 것이 특징으로, 본래 임씨 고택과 서간소루가 하나의 주거 영역이 아니었나 추측하게 한다.

## 참고 문헌
- 거창 서간소루 - 국가유산청 국가유산포털